# Hadena ardelio
Hadena ardelio là một loài bướm đêm trong họ Noctuidae.